# Útěk do Mexika
Útěk do Mexika (v anglickém originále The Getaway) je americký filmový krimi thriller z roku 1994 režiséra Rogera Donaldsona. Jeho děj vychází z románu The Getaway (1958) od Jima Thompsona, samotný snímek je remakem filmu Útěk  (1972).
Na scénáři se jako poradce podílel také Joss Whedon.

## Děj
Doc McCoy si svojí ženou Carol ponechá peníze, které ukradl pro místního kriminálního bosse Benyona, jehož Carol zastřelí. Společně zamíří na jih, chtějí utéct do Mexika, v patách však mají jak policii, tak Benyonovy muže, tak i bývalého parťáka Rudyho, který se je původně pokusil podrazit.

## Obsazení
| Alec Baldwin       | Carter „Doc“ McCoy |
| Kim Basinger       | Carol McCoyová     |
| Michael Madsen     | Rudy Travis        |
| Jennifer Tilly     | Fran Carveyová     |
| Richard Farnsworth | Slim               |
| Burton Gilliam     | Gollie             |
| Philip Hoffman     | Frank Hansen       |
| James Woods        | Jack Benyon        |